# Warum

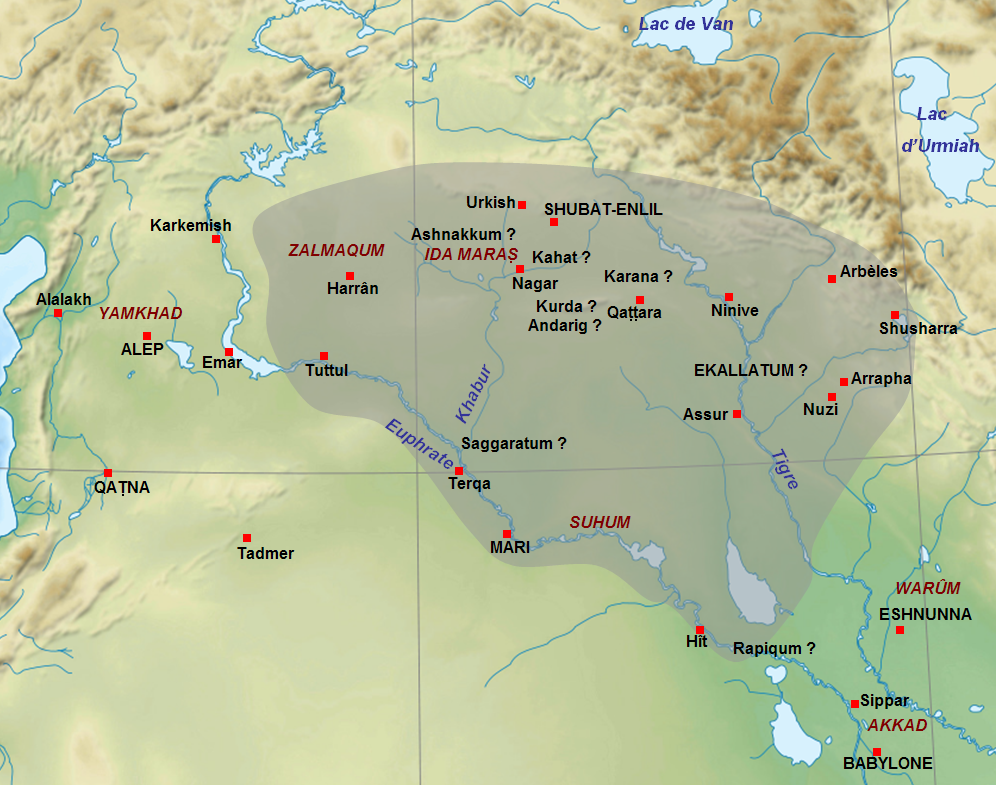
Mapa królestwa Szamszi-Adada I (1814-1781 p.n.e.) z zaznaczonym położeniem krainy Warum (w prawym dolnym rogu)

Warum - nazwa krainy w Mezopotamii, istniejącej w pierwszej połowie II tys. p.n.e., w rejonie rzeki Dijali, ze stolicą w Esznunnie.